# 긴 여로
"긴 여로"는 한국에서 제작된 김시현 감독의 1966년 영화이다. 강신성일 등이 주연으로 출연하였고 김태현 등이 제작에 참여하였다.

## 출연

### 주연
- 강신성일
- 태현실
- 김동원
- 조미령

## 기타
- 조명: 김연
- 미술: 홍성칠